# 阿尔沃尔赫
阿尔沃尔赫，是西班牙阿拉贡自治区萨拉戈萨省的一个市镇。 总面积5平方公里，总人口135人（2001年），人口密度27人/平方公里。